# Patinação de velocidade em pista curta nos Jogos Olímpicos de Inverno de 2010 - 500 m feminino
As competições de 500m feminino da patinação de velocidade em pista curta nos Jogos Olímpicos de Inverno de 2010 foram disputadas no Pacific Coliseum em Vancouver, Colúmbia Britânica, entre 13 e 17 de fevereiro de 2010.

## Medalhistas

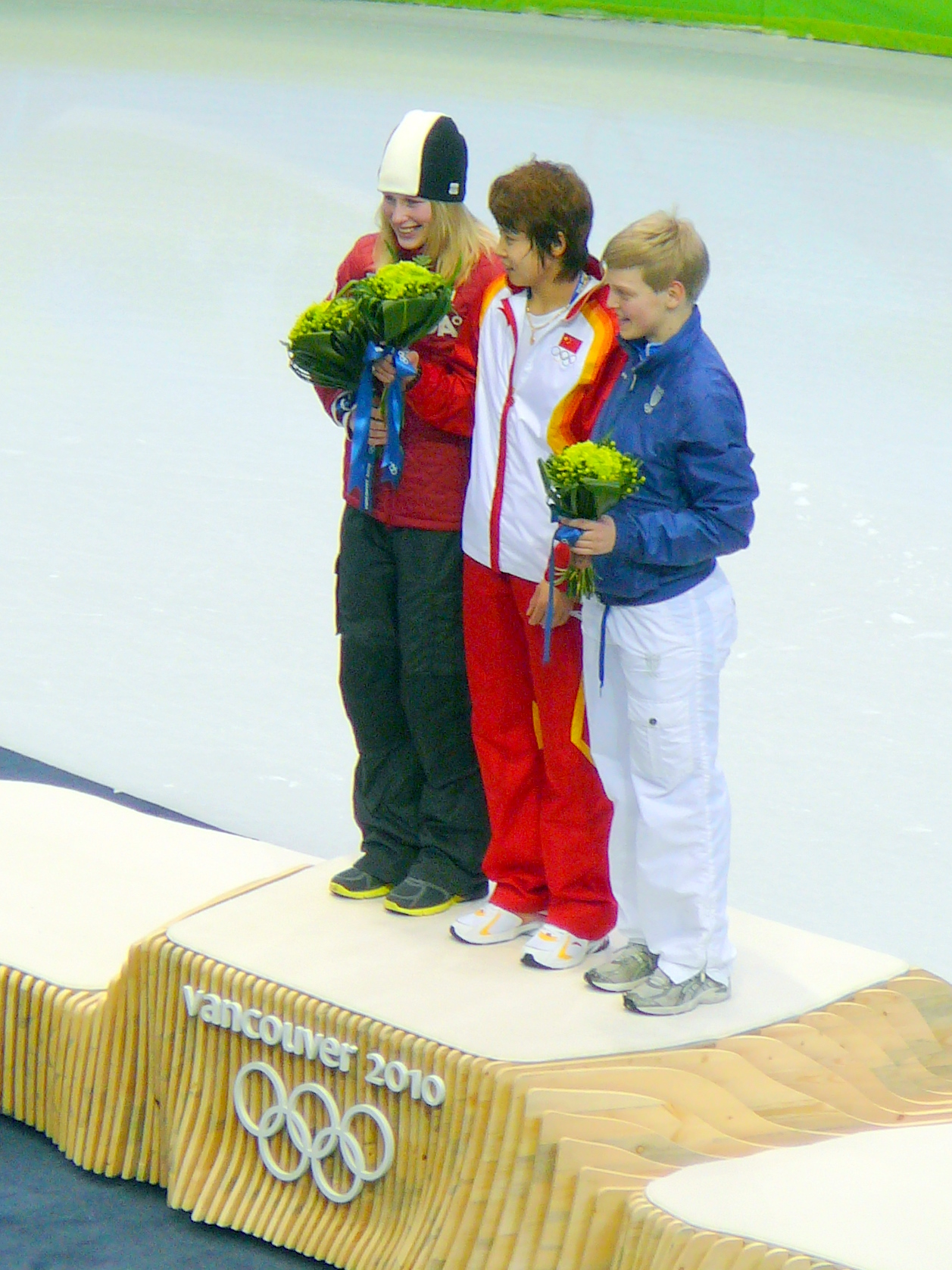
Medalhistas da prova.

| Ouro   | CHN Wang Meng          |
| Prata  | CAN Marianne St-Gelais |
| Bronze | ITA Arianna Fontana    |

## Recordes
Antes desta competição, os recordes mundiais e olímpicos da prova eram os seguintes:
| Tipo | Atleta        | Tempo  | Local          | Data                    |
| ---- | ------------- | ------ | -------------- | ----------------------- |
|      | Wang Meng     | 42.609 | Pequim         | 29 de novembro de 2008  |
|      | Yang Yang (A) | 44.118 | Salt Lake City | 16 de fevereiro de 2002 |

## Resultados

### Eliminatórias
Foram realizadas oito baterias na fase eliminatória:
| Pos. | Atleta                | Tempo  | Notas |
| ---- | --------------------- | ------ | ----- |
| 1    | USA Katherine Reutter | 44.187 | Q     |
| 2    | KOR Cho Ha-ri         | 44.313 | Q     |
| 3    | FRA Stéphanie Bouvier | 44.376 |       |
| 4    | GER Aika Klein        | 45.186 |       |

| Pos. | Atleta                 | Tempo  | Notas |
| ---- | ---------------------- | ------ | ----- |
| 1    | CAN Marianne St-Gelais | 44.708 | Q     |
| 2    | GBR Sarah Lindsay      | 44.716 | Q     |
| 3    | AUS Tatiana Borodulina | 44.901 |       |
| 4    | RUS Valeriya Potemkina | 44.952 |       |

| Pos. | Atleta                   | Tempo  | Notas |
| ---- | ------------------------ | ------ | ----- |
| 1    | CHN Wang Meng            | 43.926 | Q     |
| 2    | CZE Kateřina Novotná     | 44.614 | Q     |
| 3    | ITA Cecilia Maffei       | 44.948 |       |
| 4    | POL Patrycja Maliszewska | 58.649 |       |

| Pos. | Atleta                | Tempo    | Notas |
| ---- | --------------------- | -------- | ----- |
| 1    | KOR Lee Eun-byul      | 44.000   | Q     |
| 2    | CAN Jessica Gregg     | 44.009   | Q     |
| 3    | NED Jorien ter Mors   | 45.120   |       |
| 4    | ITA Martina Valcepina | 1:08.173 |       |

| Pos. | Atleta               | Tempo  | Notas |
| ---- | -------------------- | ------ | ----- |
| 1    | ITA Arianna Fontana  | 44.482 | Q     |
| 2    | USA Alyson Dudek     | 44.560 | Q     |
| 3    | NED Annita van Doorn | 44.751 |       |
| 4    | JPN Biba Sakurai     | 45.146 |       |

| Pos. | Atleta                | Tempo  | Notas |
| ---- | --------------------- | ------ | ----- |
| 1    | CHN Zhou Yang         | 44.115 | Q     |
| 2    | CAN Kalyna Roberge    | 44.254 | Q     |
| 3    | JPN Yui Sakai         | 44.341 |       |
| 4    | NED Liesbeth Mau Asam | 45.135 |       |

| Pos. | Atleta                        | Tempo    | Notas |
| ---- | ----------------------------- | -------- | ----- |
| 1    | KOR Park Seung-hi             | 44.221   | Q     |
| 2    | GBR Elise Christie            | 44.374   | Q     |
| 3    | HUN Erika Huszar              | 44.537   |       |
| 4 !  | BUL Marina Georgieva-Nikolova | 99.999 ! | DSQ   |

| Pos. | Atleta                | Tempo    | Notas |
| ---- | --------------------- | -------- | ----- |
| 1    | BUL Evgenia Radanova  | 45.125   | Q     |
| 2    | FRA Veronique Pierron | 45.218   | Q     |
| 3    | HKG Han Yueshuang     | 48.625   |       |
| 4    | CHN Zhao Nannan       | 1:02.132 |       |

### Quartas de final
As atletas classificadas foram divididas em quatro baterias:
| Pos. | Atleta                | Tempo  | Notas |
| ---- | --------------------- | ------ | ----- |
| 1    | USA Katherine Reutter | 43.834 | Q     |
| 2    | CAN Kalyna Roberge    | 44.143 | Q     |
| 3    | CZE Kateřina Novotná  | 44.438 |       |
| 4    | KOR Park Seung-hi     |        | DSQ   |

| Pos. | Atleta               | Tempo  | Notas |
| ---- | -------------------- | ------ | ----- |
| 1    | CHN Wang Meng        | 43.284 | Q     |
| 2    | CAN Jessica Gregg    | 43.956 | Q     |
| 3    | BUL Evgenia Radanova | 44.047 |       |
| 4    | GBR Sarah Lindsay    |        | DSQ   |

| Pos. | Atleta              | Tempo  | Notas |
| ---- | ------------------- | ------ | ----- |
| 1    | CHN Zhou Yang       | 44.106 | Q     |
| 2    | ITA Arianna Fontana | 44.257 | Q     |
| 3    | KOR Cho Ha-ri       | 44.306 |       |
| 4    | USA Alyson Dudek    | 44.588 |       |

| Pos. | Atleta                 | Tempo    | Notas |
| ---- | ---------------------- | -------- | ----- |
| 1    | CAN Marianne St-Gelais | 44.316   | Q     |
| 2    | KOR Lee Eun-byul       | 44.582   | Q     |
| 3    | GBR Elise Christie     | 44.821   |       |
| 4    | FRA Veronique Pierron  | 1:10.899 |       |

### Semifinais
As atletas classificadas foram divididas em duas semifinais:
| Pos. | Atleta                | Tempo  | Notas |
| ---- | --------------------- | ------ | ----- |
| 1    | CAN Jessica Gregg     | 43.854 | QA    |
| 2    | ITA Arianna Fontana   | 43.991 | QA    |
| 3    | CHN Zhou Yang         | 43.992 | QB    |
| 4    | USA Katherine Reutter | 44.145 | QB    |

| Pos. | Atleta                 | Tempo  | Notas |
| ---- | ---------------------- | ------ | ----- |
| 1    | CHN Wang Meng          | 42.985 | QA    |
| 2    | CAN Marianne St-Gelais | 43.241 | QA    |
| 3    | CAN Kalyna Roberge     | 43.633 | QB    |
| 4    | KOR Lee Eun-byul       | 43.899 | QB    |

### Finais
As terceiras e quartas colocadas de cada semifinal disputaram a Final B, que definiria as posições entre 5º e 8º. As primeiras e segundas das semifinais disputaram as medalhas na Final A.
Final B
| Pos. | Atleta                | Tempo  | Notas |
| ---- | --------------------- | ------ | ----- |
| 5    | CHN Zhou Yang         | 44.725 |       |
| 6    | CAN Kalyna Roberge    | 44.824 |       |
| 7    | USA Katherine Reutter | 44.846 |       |
| 8    | KOR Lee Eun-byul      | 44.860 |       |

Final A
| Pos.              | Atleta                 | Tempo  | Notas |
| ----------------- | ---------------------- | ------ | ----- |
| Medalha de ouro   | CHN Wang Meng          | 43.048 |       |
| Medalha de prata  | CAN Marianne St-Gelais | 43.707 |       |
| Medalha de bronze | ITA Arianna Fontana    | 43.804 |       |
| 4                 | CAN Jessica Gregg      | 44.204 |       |

## Novos recordes
Um novo recorde olímpico foi estabelecido nas semifinais:
| Tipo | Atleta    | Tempo  | Local     | Data                    |
| ---- | --------- | ------ | --------- | ----------------------- |
|      | Wang Meng | 42.609 | Pequim    | 29 de novembro de 2008  |
|      | Wang Meng | 42.985 | Vancouver | 17 de fevereiro de 2010 |

Legenda
| Recorde mundial      | Recorde mundial (World record)               |                       | Recorde africano                      | Recorde africano (African) |                                           | Q | Classificado por posição (Qualified) |
| Recorde olímpico     | Recorde olímpico (Olympic record)            | Recorde da América    | Recorde da América (Americas)         | q                          | Classificado por melhor tempo (Qualified) |   |                                      |
| Melhor marca do ano  | Melhor marca do ano (World leading)          | Recorde asiático      | Recorde asiático (Asian)              | DNS                        | Não largou (Did not start)                |   |                                      |
| Recorde nacional     | Recorde nacional (National record)           | Recorde europeu       | Recorde europeu (European)            | DNF                        | Não terminou (Did not finish)             |   |                                      |
| Recorde pessoal      | Recorde pessoal do atleta (Personal best)    | Recorde da Oceania    | Recorde da Oceania (Oceania)          | DSQ / DQ                   | Desclassificado (Disqualified)            |   |                                      |
| Recorde da temporada | Recorde da temporada do atleta (Season best) | Recorde sul-americano | Recorde sul-americano (South America) | NM                         | Sem marca (No mark)                       |   |                                      |